# Donata Godlewska
Donata Godlewska (ur. 22 sierpnia 1925 w Łomży, zm. 21 listopada 2017) – polska historyczka, archiwistka.

## Życiorys
Przed II wojną światową ukończyła dwie klasy gimnazjum żeńskiego im. Marii Konopnickiej w Łomży. W okresie II wojny światowej przez pierwsze dwa lata uczęszczała do radzieckiej szkoły dziesięcioletniej. Po wkroczeniu wojsk niemieckich do Łomży otrzymała wezwanie do stawienia się do wyjazdu na roboty przymusowe w Niemczech. Udało się jej uniknąć wyjazdu. W drugiej połowie października 1941 została aresztowana, lecz po czterech dniach wykupiona przez rodziców. Po raz drugi została aresztowana w czerwcu 1944 i osadzona w więzieniu, z którego zachował się do naszych czasów jedynie budynek łaźni, w którym w roku 1958 powstało Archiwum Państwowe – jej miejsce pracy.
Po wojnie uzyskała w roku 1947 maturę w Gimnazjum Ogólnokształcącym w Łomży. Studiowała na Uniwersytecie Łódzkim początkowo biologię, później historię. Kontynuowała studia historyczne na Uniwersytecie Warszawskim pod kierunkiem prof. Stanisława Herbsta, następnie powróciła do Łodzi, gdzie studiowała archiwistykę. Uzupełniała studia na uniwersytecie w Lund (Szwecja).
Od roku 1952 pracowała w nowo utworzonym Archiwum Państwowym w Łomży. W roku 1958 awansowała na adiunkta archiwalnego, 1965 na starszego asystenta naukowo-badawczego, 1970 na adiunkta naukowo-badawczego. W łomżyńskim archiwum pracowała do przejścia na emeryturę.
Działała w Towarzystwie Przyjaciół Ziemi Łomżyńskiej oraz w Towarzystwie Naukowym im. Wagów. Współpracowała z rocznikiem „Ziemia Łomżyńska” oraz kwartalnikiem „Wiadomości Łomżyńskie”.
2 października 2011 otrzymała tytuł profesora honoris causa Wyższej Szkoły Agrobiznesu w Łomży.
Była Honorowym Obywatelem Miasta Łomży.

## Dzieła (wybór)
- Donata Godlewska: Dzieje Łomży od czasów najdawniejszych do rozbiorów Rzeczypospolitej (XI w. - 1795 r.): Warszawa : Państwowe Wydawnictwo Naukowe, 1962.
- Donata Godlewska: Dzieje Łomży od czasów najdawniejszych do rozbiorów Rzeczypospolitej (XI w. - 1795 r.) : Wyd. 2 uzup. Łomża : Towarzystwo Przyjaciół Ziemi Łomżyńskiej, 2000.ISBN 83-902985-7-0.
- Donata Godlewska: Dzieje Łomży od czasów najdawniejszych do rozbiorów Rzeczypospolitej (XI w. - 1795 r.) : Wyd. 3 uzup. i popr. Towarzystwo Przyjaciół Ziemi Łomżyńskiej, 2007 ISBN 978-83-924170-1-9.
- Donata Godlewska: Katalog archiwalnych planów miasta Łomży : 1619-1914 : Warszawa : Państwowe Wydawnictwo Naukowe, 1975
- Donata Godlewska, Zdzisław Sędziak: Łomża dla niecierpliwych : kronika Łomży od wieku XI do roku 1978 : Łomża : Wojewódzki Dom Kultury : 1978.
- Donata Godlewska, Jadwiga Chętnikowa: Łomża i okolice : Warszawa : Krajowa Agencja Wydawnicza, 1976.
- Donata Godlewska, Czesław Brodzicki: Mniszki benedyktynki w Opactwie Przenajświętszej Trójcy w Łomży 1628-2000 : Łomża : Towarzystwo Przyjaciół Ziemi Łomżyńskiej, 2000. ISBN 83-912037-2-7.
- Donata Godlewska, Wiesława Szymańska: Plan-informator cmentarza zabytkowego w Łomży : Łomża : Towarzystwo Przyjaciół Ziemi Łomżyńskiej : Biuro Badań Dokumentacji Zabytków, 1989